# Claus Fallentin
Claus Fallentin (født 27. juni 1970) er en dansk fodboldtræner og tidligere fodboldspiller, som spillede som målmand. Claus Fallentin er i øjeblikket målmandstræner i Brøndby IF, og som aktiv spillede han for blandt andre Lyngby FC og Næstved IF i Superligaen.

## Trænerkarriere
Claus Fallentin blev i september 2017 udnævnt som ny målmandstræner for Lyngby BK. Han er en af de første i Danmark med UEFA Goalkeeper Advanced-målmandstrænerlicens, hvormed han er en af dem med den højeste målmandstrænerlicens i Danmark.
31. december 2018 valgte Brøndby IF at hente Claus Fallentin som ny målmandstræner. 